# 扎勒曼·夏扎尔
扎勒曼·夏扎尔（希伯來語：‎，1889年11月24日—1974年10月5日）以色列政治家，第三任以色列总统。除了政治活動以外，他還是一位作家與诗人。

## 生平
夏扎尔出生於白俄羅斯密爾鎮（首都明斯克近郊的一座小鎮）的一个哈西迪猶太教家族，他在年轻时接受宗教教育，從十几岁開始便潜心于猶太復國主義运动。1924年，夏扎尔移民到以色列，成为以色列总工会秘书处成员。
夏扎尔从1944年到1949年担任以色列报纸Davar总编辑，从1949年到1951年在大卫·本-古理安的以色列工党政府中担任教育部长。此后担任议会议员、犹太事务局执行官（1952年），从1956年到1960年担任以色列猶太事務局代理主席。 
1963年獲選為以色列总统，直到1973年才因病卸任。1974年病逝於耶路撒冷。
他的肖像出现在200新舍客勒纸币上。
| 前任： 伊扎克·本-兹维 卡迪什·卢兹（代理） | 以色列總統 1963年-1973年 | 繼任： 伊弗雷姆·卡齐尔 |